# Bácska
Bacica (în sârbă Бачка, în croată Bačka, în slovenă Báčka, în germană Batschka, în maghiară Bácska, în română Bacica) este o regiune situată în Câmpia Panoniei, delimitată de Tisa la est și de Dunăre la vest și sud. Până în 1919 a alcătuit comitatul Bács-Bodrog în cadrul Regatului Ungar. Pe 4 iunie 1920 cea mai mare parte a Bacicăi, inclusiv orașul Bács (Bač), a fost atribuită Regatului Sârbilor, Croaților și Slovenilor, iar partea de nord a revenit Ungariei.

## Nume
Potrivit istoricilor sârbi, Bačka este o formă tipică de nume slav, creată din „Bač” (numele principalului oraș istoric din Bačka) și sufixul „ka” (care desemnează „țara care aparține lui Bač”).
Numele orașului „Bač” (Bács) este de origine incertă și existența sa a fost înregistrată printre vlahi, slavi și maghiari în Evul Mediu. Originea numelui ar putea fi Paleo-balcanic,  română, slavă, Dr. Aleksa Ivić, Istorija Srba u Vojvodini, Novi Sad, 1929 sau turcă veche.
Potrivit istoricilor maghiari, numitorul peisajului ar fi fost primul executor judecătoresc al castelului Bač (Bács), iar numele care poate fi redat probabil „baya” în turcă veche derivă dintr-un nume de demnitate.
În secolele al XVII-lea și al XVIII-lea, datorită numărului mare de sârbi care locuiau în Bačka, această regiune a fost numită »Raczorszag« (în maghiară „țara sârbă”). Uneori, maghiarii foloseau numele Délvidék ("țara de sud sau de jos") pentru o zonă geografică mai largă definită imprecis, care, potrivit Vederea din secolul al XIX-lea a inclus și Bačka. Cu toate acestea, conform altor surse maghiare, Bačka a fost mai degrabă văzută ca parte a Alföld.

## Istoric
De-a lungul istoriei, Bačka a făcut parte din Dacia, Regatul Iazigilor, Imperiul Hun, Regatul Gepid, Hanatul Avar, Primul Imperiu Bulgar, Moravia Mare, Regatul Ungariei, tărâmul sârb al lui Jovan Nenad, Imperiul Otoman, monarhia habsburgică, Imperiul Austriac, Austria-Ungaria, Regatul Serbiei, Regatul sârbilor, croaților și slovenilor, Regatul Iugoslaviei, Republica Socialistă Federativă Iugoslavia, Republica Federală Iugoslavia, Serbia și Muntenegru, iar din 2006, a făcut parte dintr-un independentă Republica Serbia. Partea mai mică de nord a regiunii a făcut parte din Republica Baranya-Baja, de scurtă durată, sârbo-maghiară (în 1921) și parte a Ungariei independente din 1921.

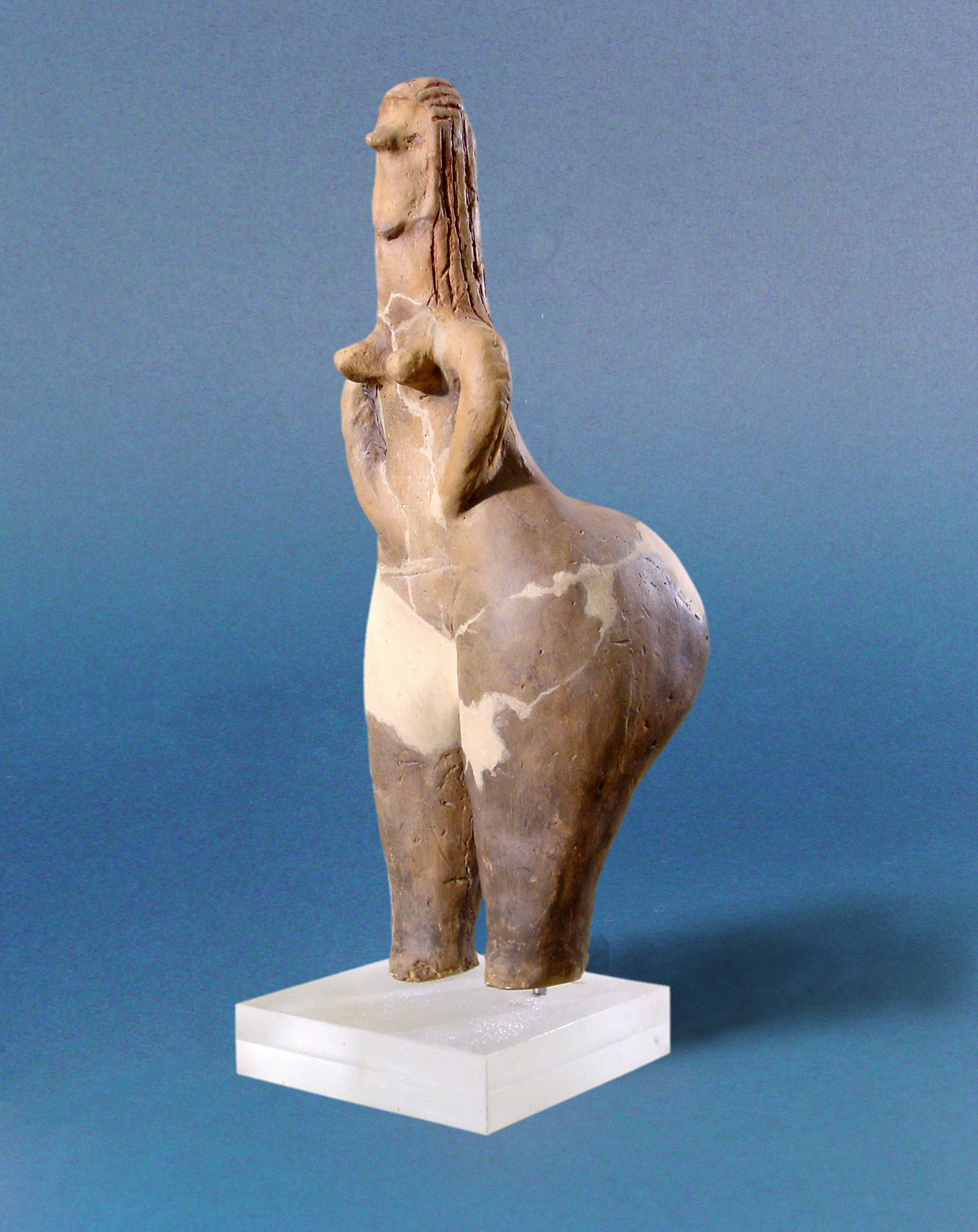
„Zeiță cu cap roșu” - statuetă din perioada neoliticului timpuriu (situl arheologic Donja Branjevina, Odžaci, Voivodina, Serbia)

Oamenii au locuit în regiunea Bačka încă din Neolitic. Popoarele indoeuropene s-au stabilit în această regiune în trei valuri de migrație datate în 4200 î.Hr., 3300 î.Hr. și, respectiv, 2800 î.Hr. Cei mai timpurii locuitori istorici ai regiunii au fost probabil triburi ilire. Mai târziu, alte popoare indo-europene, inclusiv Dacii, Celții, Sarmații (Iazyges) și Gepizii au fost înregistrate ca locuitori ai Bačka.
Slavii s-au așezat astăzi în Bačka în secolele al VI-lea și al VII-lea, înainte ca o parte a acestora să migreze ulterior în Balcani. În secolul al IX-lea, teritoriul Bačka făcea parte din Imperiul Bulgar. Salan, voievod (duce) al Bulgariei, era conducător pe acest teritoriu, iar capitala sa era Titlu. La începutul secolului al X-lea, ungurii l-au învins pe Salan, iar ducatul lui a intrat sub stăpânire maghiară.

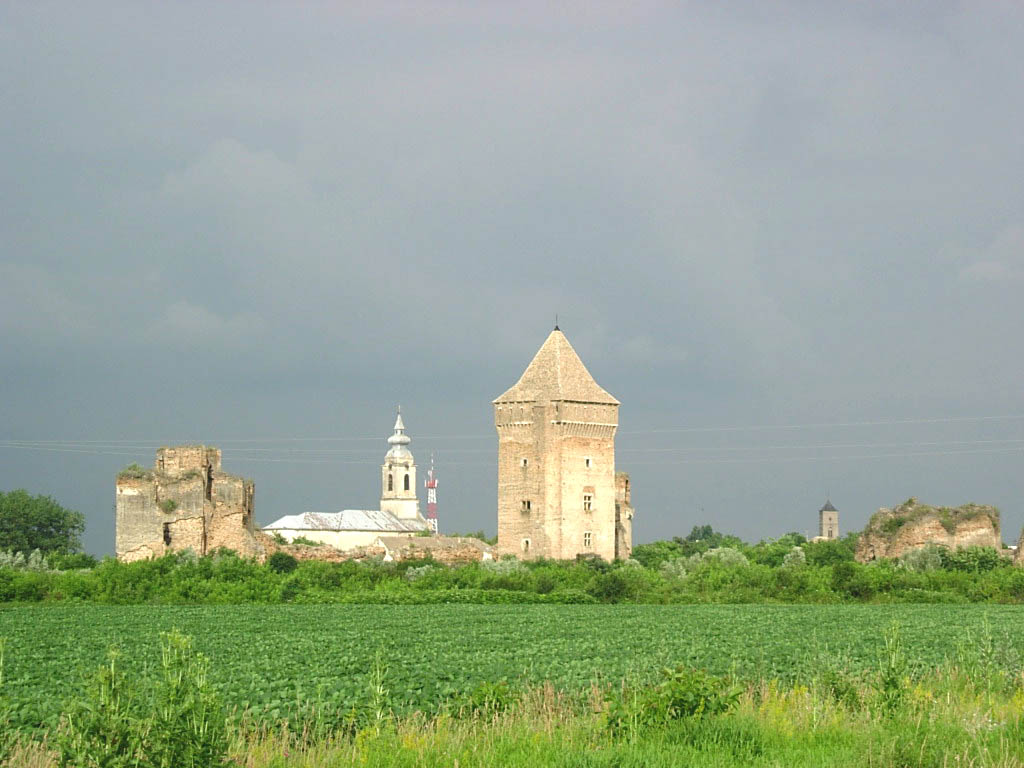
Vedere asupra cetății și orașului Bač

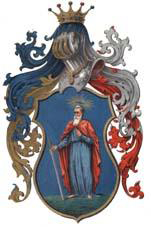
Stema județului Bács-Bodrog

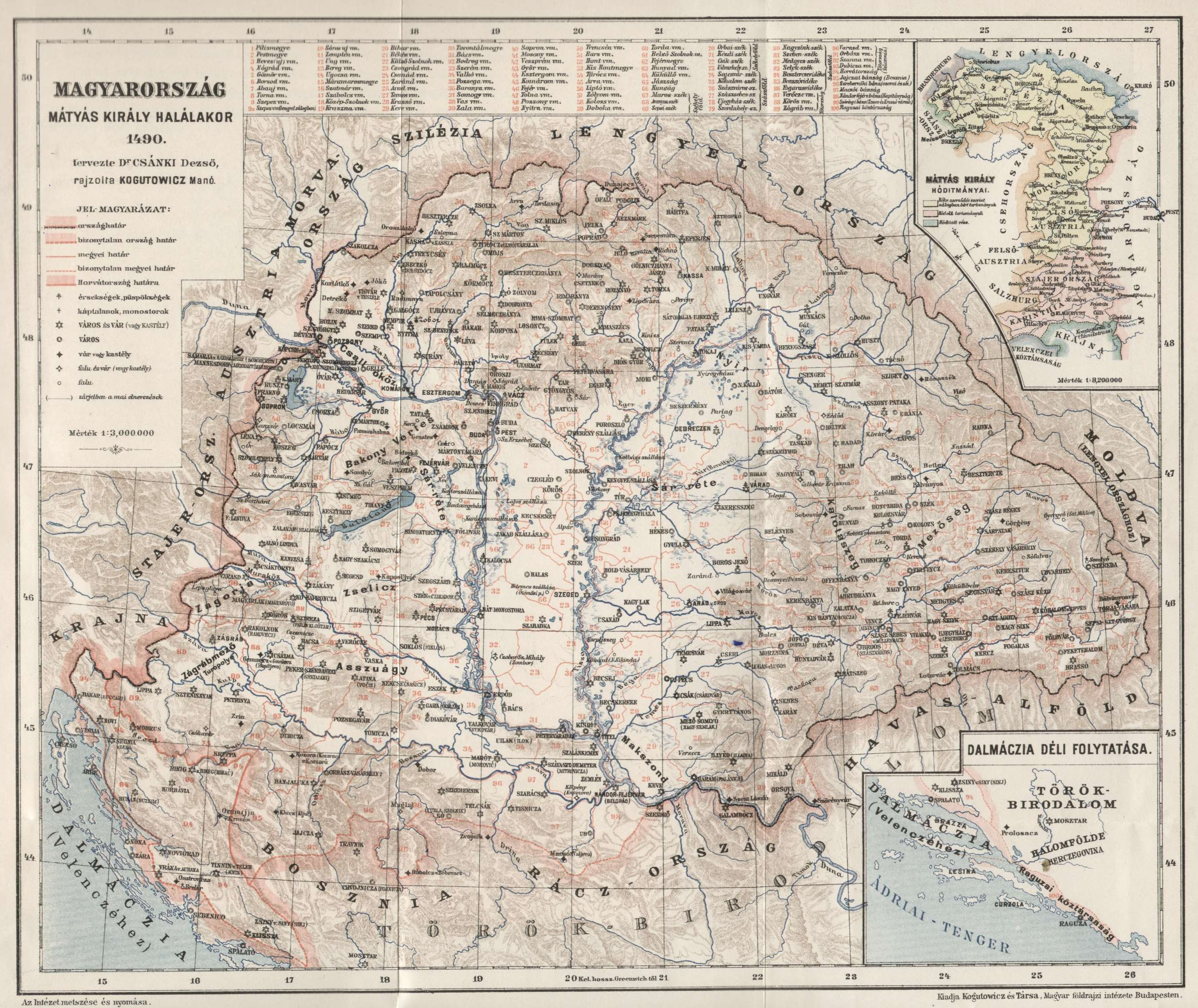
Regatul Ungariei în 1490. Comitatul Bács - marcat 31, Comitatul Bodrog - 32, Comitatul Csongrád - 23.

La începutul primului mileniu, în timpul administrării Regatului Ungariei medieval de către Ștefan I al Ungariei, în acest ținut s-au format două comitate (comitatus). Județul Bács în sud, cu orașul Bács (acum Bač) ca centru administrativ și Județul Bodrog în teritoriile de vest și centrală cu orașul istoric  Bodrogvár ca capitală (lângă satul actual Bački Monoštor). Cele două țări au fost ulterior unite pentru a forma comitatul Bács-Bodrog. Au existat și teritorii ale comitatului Csongrád în părțile de nord-est ale Bačka. În 1085, Regele Ladislaus I a făcut din Bács sediul Arhiepiscopiei de Kalocsa-Bács. Primul arhiepiscop, Fabian (1085–1103), l-a ajutat pe rege în timpul campaniei împotriva Croației și a fost răsplătit cu titlul.
Potrivit surselor sârbe, Ilija Vid, primul prefect cunoscut al județului Bacsensis a fost înregistrat în 1068 și era de etnie sârbă. În acest moment, regiunea era populată de ambele, Slavi și Maghiari. Istoricul sârb dr. Milenko Palić mai menționează că prefectul Vid era de etnie sârbă și că el, împreună cu alți doi sârbi etnici, care se numeau Ilija și Radovan, au participat la luptele dinastice din Regatul Ungariei, la sfârșitul secolului al XI-lea. 
Potrivit autorilor maghiari, prefectul Vid aparținea genului Gutkeled,, dar există posibilitatea ca el să fi fost o persoană fictivă. În 1169, canonicii de la Ordinul Sfântului Mormânt au construit o mică biserică în Bács. în stil romanic. Au folosit niște materiale de construcție din clădirile anterioare mult mai vechi. Franciscanii au preluat biserica în anul 1300. În a doua jumătate a secolului al XIV-lea, franciscanii au extins-o, formând o mănăstire.
Astăzi, Mănăstirea fancisciană din Bács este cea mai veche clădire bisericească din Voivodina actuală. La începutul secolului al XIII-lea, Ugrin Csák, Arhiepiscopul de Kalocsa, a fondat un spital în Bács, ca primul astfel de centru din această parte a Europei. Papa Grigore al IX-lea a scris despre „spitalul Bačka” în 1234, ca fiind deschis pentru bolnavi și săraci. La începutul secolului al XIV-lea, orașul Bács a prosperat în timpul domniei regelui Charles Robert I, care a început să construiască [[Cetatea Bač|cetatea] modernă. ] în 1338–42 pe locul anteriorului fort de deal. Din secolul al XV-lea, a devenit cel mai important punct de apărare maghiar împotriva forțelor invadatoare otomane.
În 1526, Regatul Ungariei a fost învins în Bătălia de la Mohács de către Imperiul Otoman, regele Ludovic al II-lea a căzut în luptă. După campania victorioasă, armata otomană condusă de Suleiman I s-a retras din Ungaria prin Interfluviul Dunăre–Tisa, lăsând doar garnizoane mai mici în fortificații. În două-trei săptămâni, armata în retragere a ucis aproximativ 400.000 de oameni, a ars aproape toate așezările, pustiind întreaga regiune. În această perioadă haotică a avut loc revolta Rasciilor și Bačka a devenit (din 1526 până în 1527) regiunea centrală a unui pseudostat sârb independent, de scurtă durată, care a existat pe teritoriul actualei Vojvodina. Conducătorul acestui stat a fost auto-numit Împăratul Jovan Nenad (anterior grăjdarul regelui John Zápolya) iar capitala sa era Subotica. După ce Jovan Nenad a fost învins și ucis, statul său s-a prăbușit și Bačka, pentru o scurtă perioadă, a intrat din nou sub administrația maghiară. În curând, regiunea a devenit parte a Imperiului Otoman.
După cucerirea Otoman, cea mai mare parte a populației majoritare maghiare, decisivă anterior, a fugit (în secolele XVI-XVII). Comitatele sudice relativ dens populate și prospere ale Regatului au fost devastate și au devenit în mare parte abandonate și depopulate. În perioada otomană și mai târziu, în secolele al XVII-lea și al XVIII-lea, au început intensele așezarea sârbilor și a altor slavi de sud din Balcanii centrali conduși de otomani. Au fost angajați militar în ținuturile de graniță de ambele părți. Acest lucru a dus la schimbări radicale ale structurii populației. În zonă locuiau (în număr din ce în ce mai mic) țărani maghiari, sârbi și Bunjevci și soldați țărani sârbi și vlahi, care au avut un impact asupra peisajului prin agricultura lor. În orașele otomane exista o populație musulmană, iar în afara zidului orașului existau comunități de diferite confesiuni și ocupații creștine. Bačka făcea parte din Sanjak din Segedin (Szeged), regiunea era slab populată cu sârbi (care erau în majoritate absolută) și musulmani.

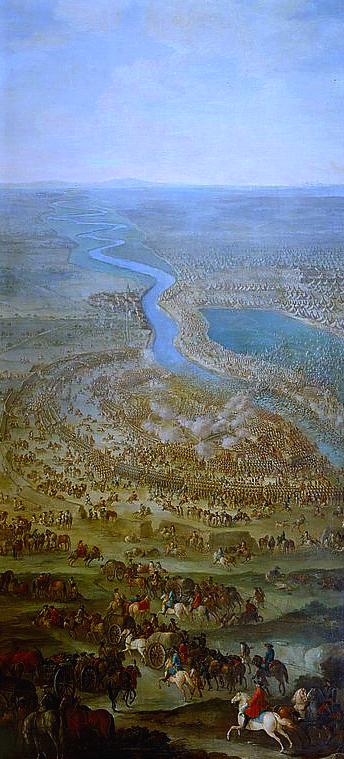
Bătălia de la Zenta

În timpul Marele Război Turc (1683–1699) pe 11 septembrie 1697, lângă Senta, în estul Bačka, a avut loc una dintre cele mai decisive înfrângeri din istoria otomană, Bătălia de la Zenta. Forțele creștine ale Ligii Sfinte (1684) conduse de Prințul Eugen de Savoia într-un atac surpriză au distrus armata otomană care trecea râul Tisa. Bătălia s-a soldat cu o victorie spectaculoasă pentru Austria. Ca urmare, în 1699 a fost semnat Tratatul de la Karlowitz, punând capăt controlului otoman în mare parte din Europa Centrală. Toate ținuturile Regatului Ungariei (cu excepția Banatului și a unei mici bucăți din Slavonia de Est) cucerite de otomani în 150 de ani anteriori au fost returnate. Sub domnia lui Leopold I Bačka a devenit o posesie a monarhiei habsburgice. Județul Bács-Bodrog a fost înființat în părțile de vest ale regiunii și a fost reintegrat în sistemul județean al Regatului Ungariei, în timp ce alte părți (în mare parte de est) ale Bačka au fost încorporate. în secțiunea Tisa-Maros a Froniței militare habsburgice, care era administrată direct de curtea imperială habsburgică din Viena. Au existat diferențe semnificative în ceea ce privește statutul locuitorilor din județul feudal și al coloniștilor nou-veniți privilegiați ai Frontierei Militare, care erau formați în mare parte din etnici sârbi. Infanteria Grenz a frontierei militare a fost în primul rând formată pentru a apăra Austria împotriva turcilor otomani, dar implicit a fost menită să compenseze și să controleze populația maghiară. Această poziție a fost folosită de mai multe ori de către conducătorii habsburgici ca instrument politic și tactic în secolele următoare.
În Războiul de Independență al lui Rákóczi au avut loc lupte grele și în Bačka. În 1704 Francisc al II-lea Rákóczi a condus o campanie victorioasă în aceste părți. Sârbii au luptat de partea împăratului încă de la începutul războiului. Au fost folosiți ca cavalerie ușoară în armata austriacă și ca colectori de taxe. În cei opt ani de război, satele și orașele maghiare din Marea Câmpie Ungară și Transdanubia au fost arse și jefuite de sârbi, în timp ce în Bácska satele sârbilor au fost arse. Cu toate acestea, au existat câțiva sârbi care au luptat de partea lui Rakóczi împotriva habsburgilor – frontieriștii din Semlak. Conducătorul trupelor sârbe Kuruc a fost căpitanul de frontieră Obrad Lalić din Senta.
Mai târziu, unele părți ale frontierei militare au fost desființate în 1751, aceste părți ale Bačka au fost, de asemenea, incluse în Comitatul Bács-Bodrog. Singura parte din Bačka care a rămas în frontiera militară a fost Šajkaška, dar a intrat și sub administrație civilă în 1873.
Conform recensămintelor austriece din 1715 până în 1720, Sârbii, Bunjevci și Šokci au cuprins cea mai mare parte a populației regiunii (97,6% din populație conform datelor recensământului 1715–1720).). Erau doar 530 sau 1,9% maghiari și 0,5% germani. În secolul al XVIII-lea, habsburgii au efectuat o colonizare intensivă a zonei, care a avut o densitate scăzută a populației după ultima Războaiele otomane, deoarece o mare parte din populația sârbă fusese decimată prin război. Populația musulmană părăsise aproape în întregime sau a fost expulzată din regiune, iar unii dintre refugiații musulmani din această zonă s-au stabilit în Bosnia otomană. Noii coloniști din Bačka erau în principal [[sârbi] ] care s-au mutat din Balcanii otomani, maghiari - întorcându-se la Bačka din toate părțile Ungaria habsburgică și germani. Deoarece mulți dintre germani veneau din Svabia, ei erau cunoscuți ca Donauschwaben sau Svabii Dunăreni. Unii germani au venit și din Austria, iar unii din Bavaria și Alsacia. Luterani Slovacii, Ruteni și alții au fost, de asemenea, colonizați, dar într-o măsură mult mai mică.
A existat și o emigrare a sârbilor din părțile de est ale regiunii, care au aparținut Frontierei militare până în 1751. După desființarea secțiunii Frontierei militare Tisa-Mureș, mulți sârbi au emigrat din părțile de nord-est ale Bačka. S-au mutat fie în Rusia (în special în Noua Serbia și Slavo-Serbia), fie în Banat, unde era încă nevoie de Frontiera Militară. 

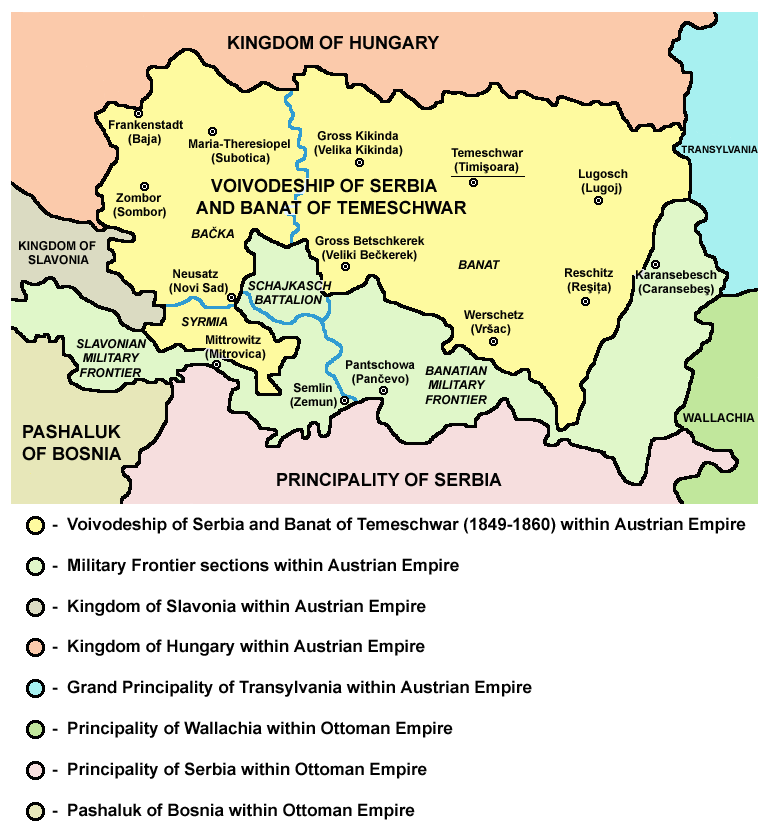
Voivodatul Serbiei şi Banatului de Timiş (1849-1860), la nord de Graniţa militară bănăţeană

Între 1849–1860 a format împreună cu comitatele Sermia, Torontal, Timiș și Caraș-Severin voivodatul (ducatul) Serbiei și Banatului de Timiș în cadrul Imperiului Austriac, ducat despărțit de Principatul Serbiei (semiautonom în cadrul Imperiului Otoman) prin Frontiera Militară Bănățeană.

## Organizare administrativă

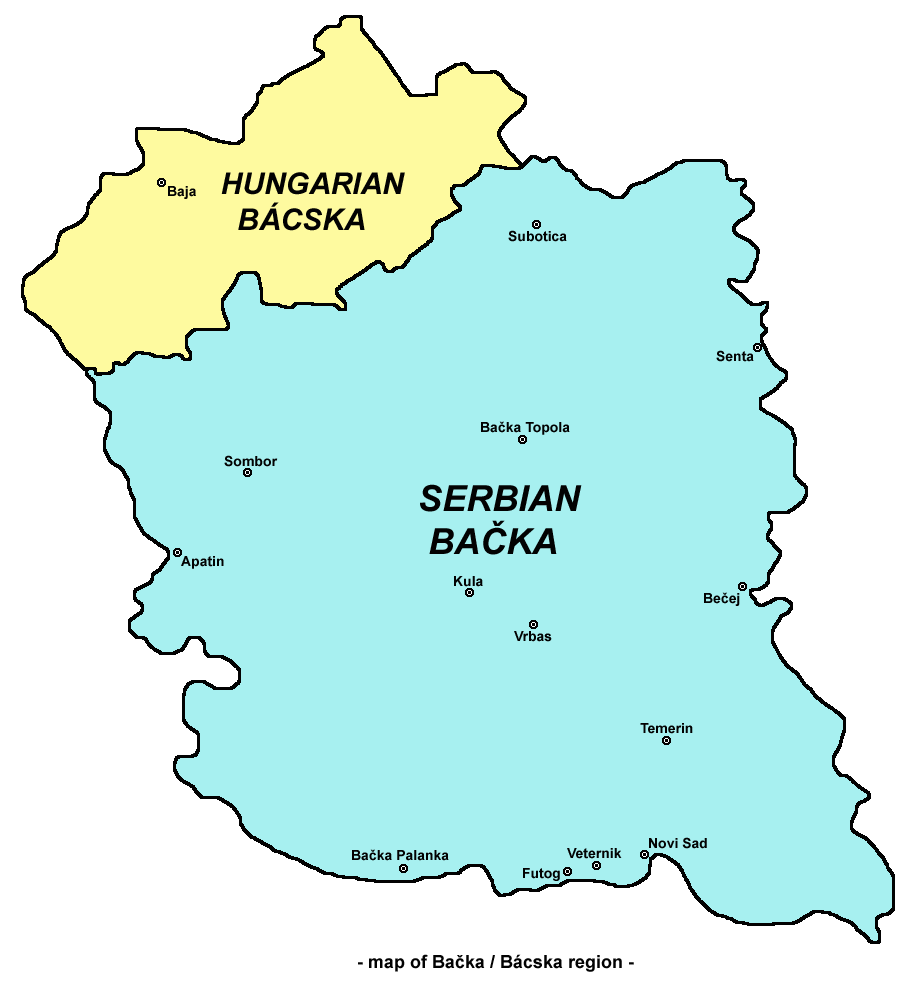
Bacica

Partea aflată în Ungaria face parte din județul Bács-Kiskun.
Partea aflată în Serbia face parte din Provincia Autonomă Voivodina și este împărțită în trei unități administrative: Bacica de Nord (rom. Bacica de Nord, sr. Severna Bačka), Bacica de Sud (rom. Bacica de Sud, sr. Južna Bačka) și Bacica de Vest (rom. Bacica de Vest, sr. Zapadna Bačka).

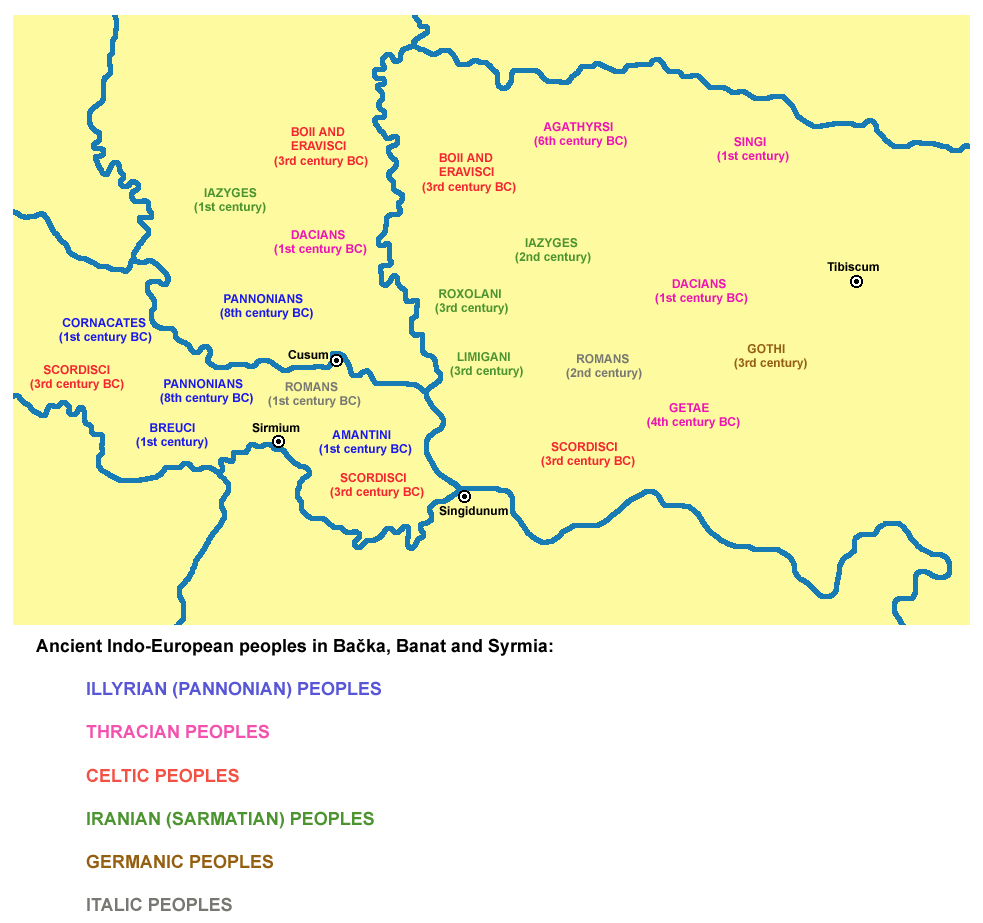
Poporele indo-europene antice în Bačka
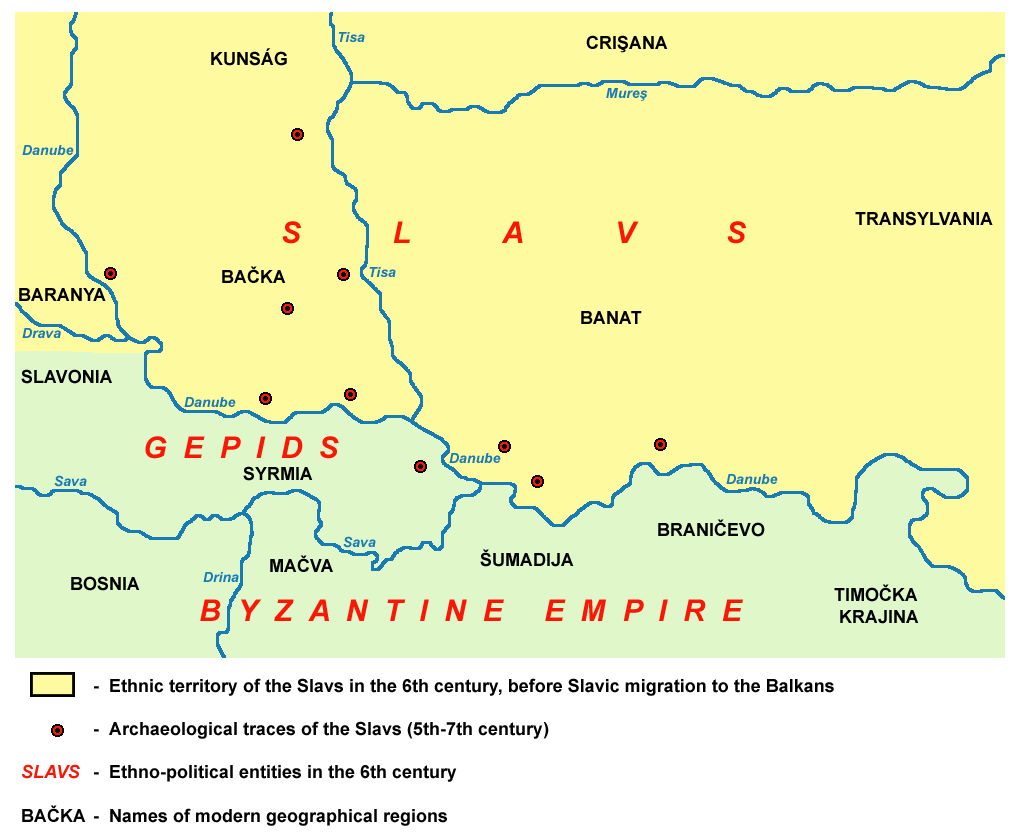
Slavi în Bačka în secolul al VI-lea
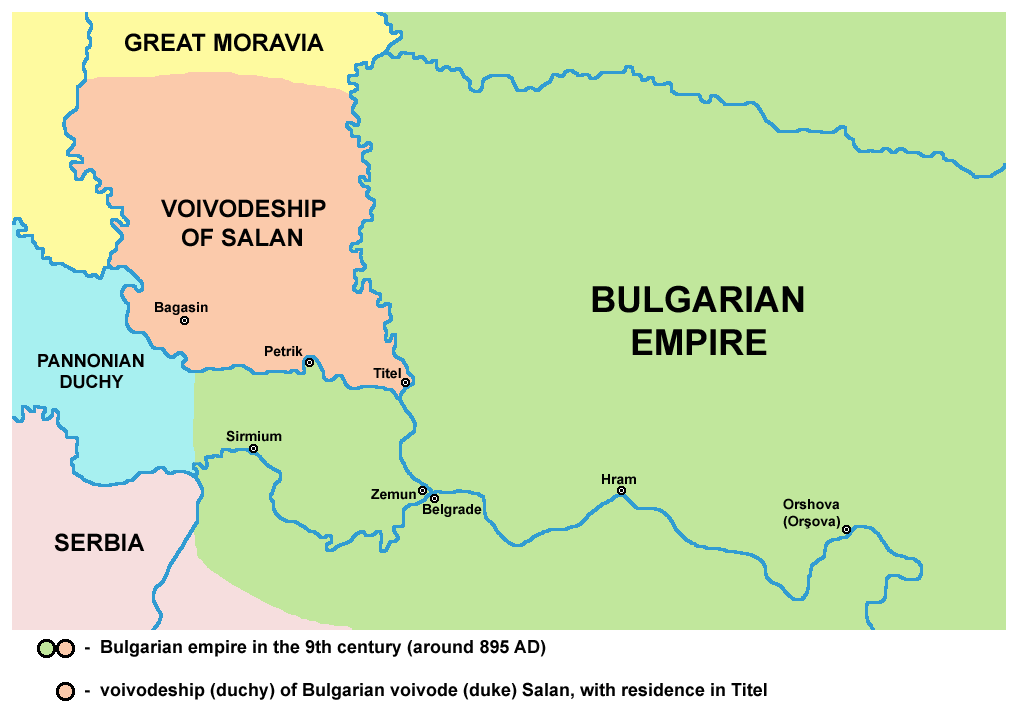
Voievodatul (Ducatul) ducelui bulgar Salan, secolul al IX-lea
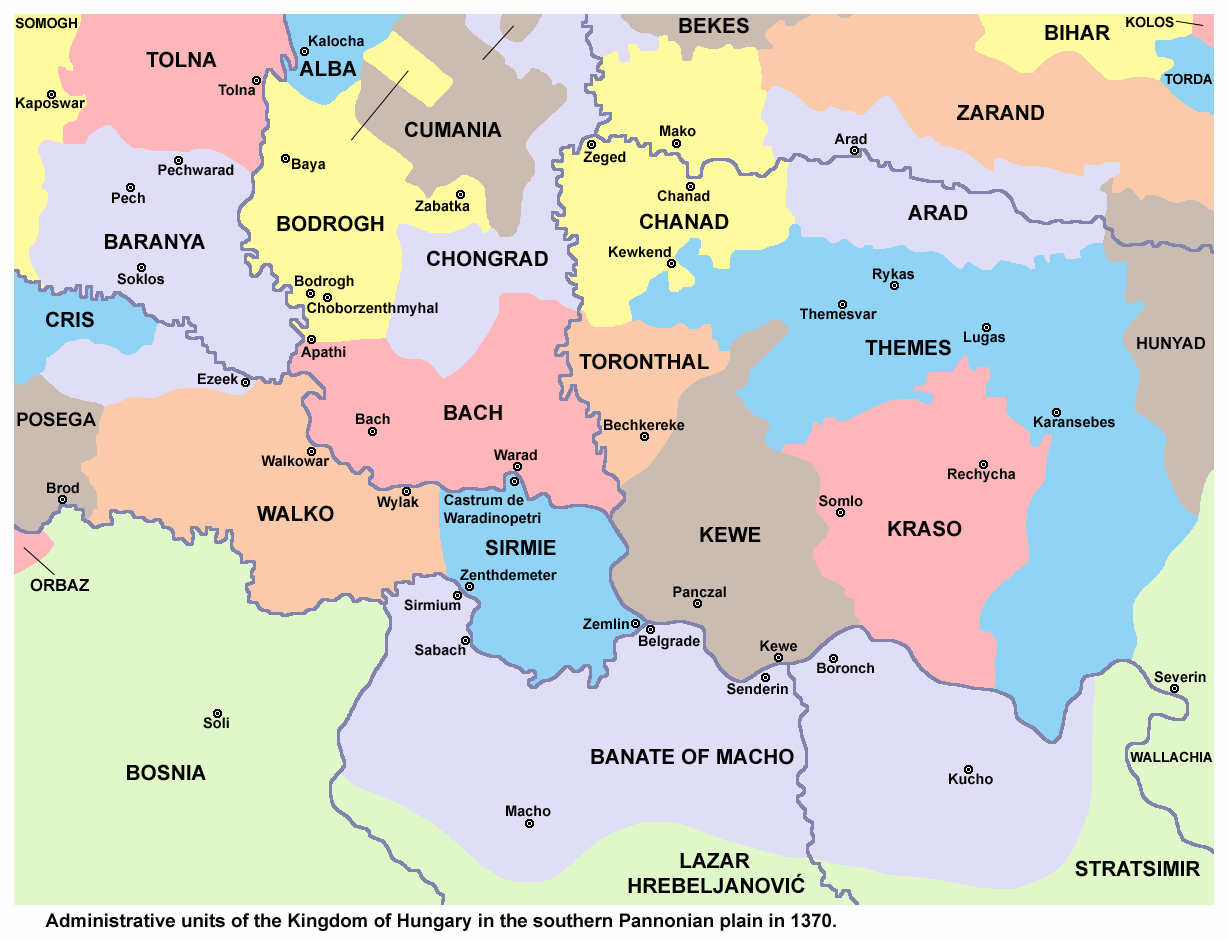
Comitatele Bach și Bodrogh în secolul al XIV-lea
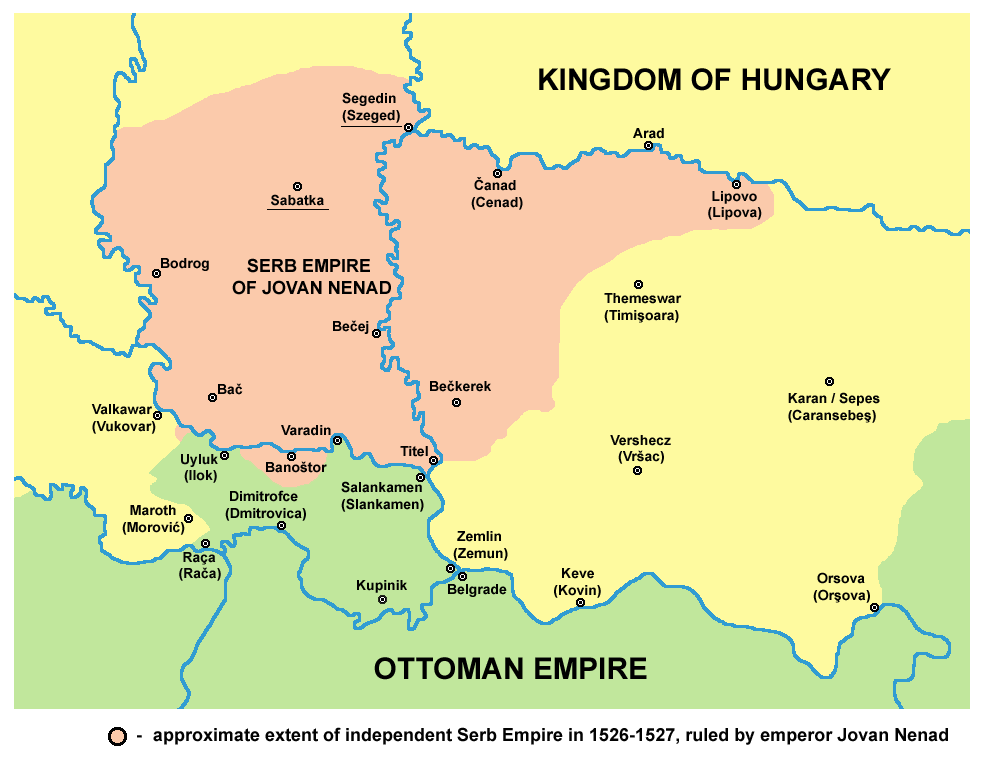
Imperiul sârb al lui Jovan Nenad, 1526–1527
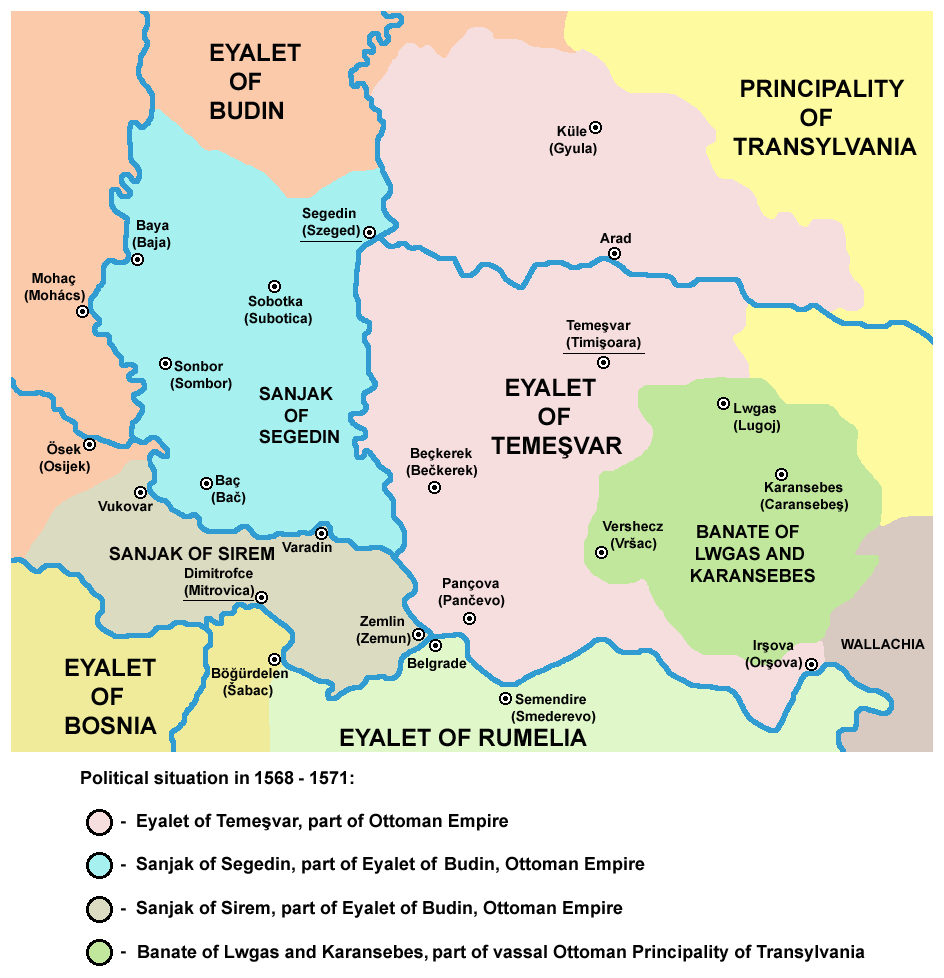
Bačka ca parte a Sanjak din Segedin otoman în 1568–1571
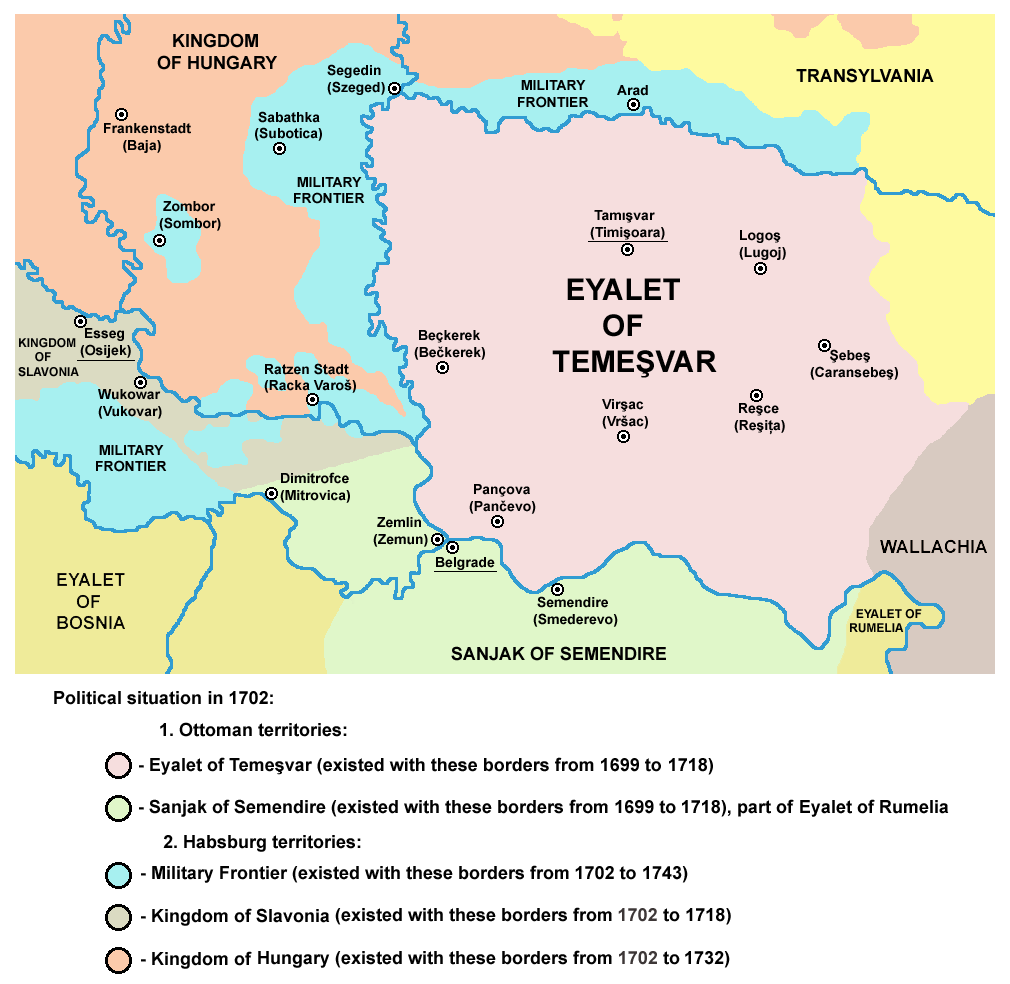
Frontiera militară în Bačka în 1699

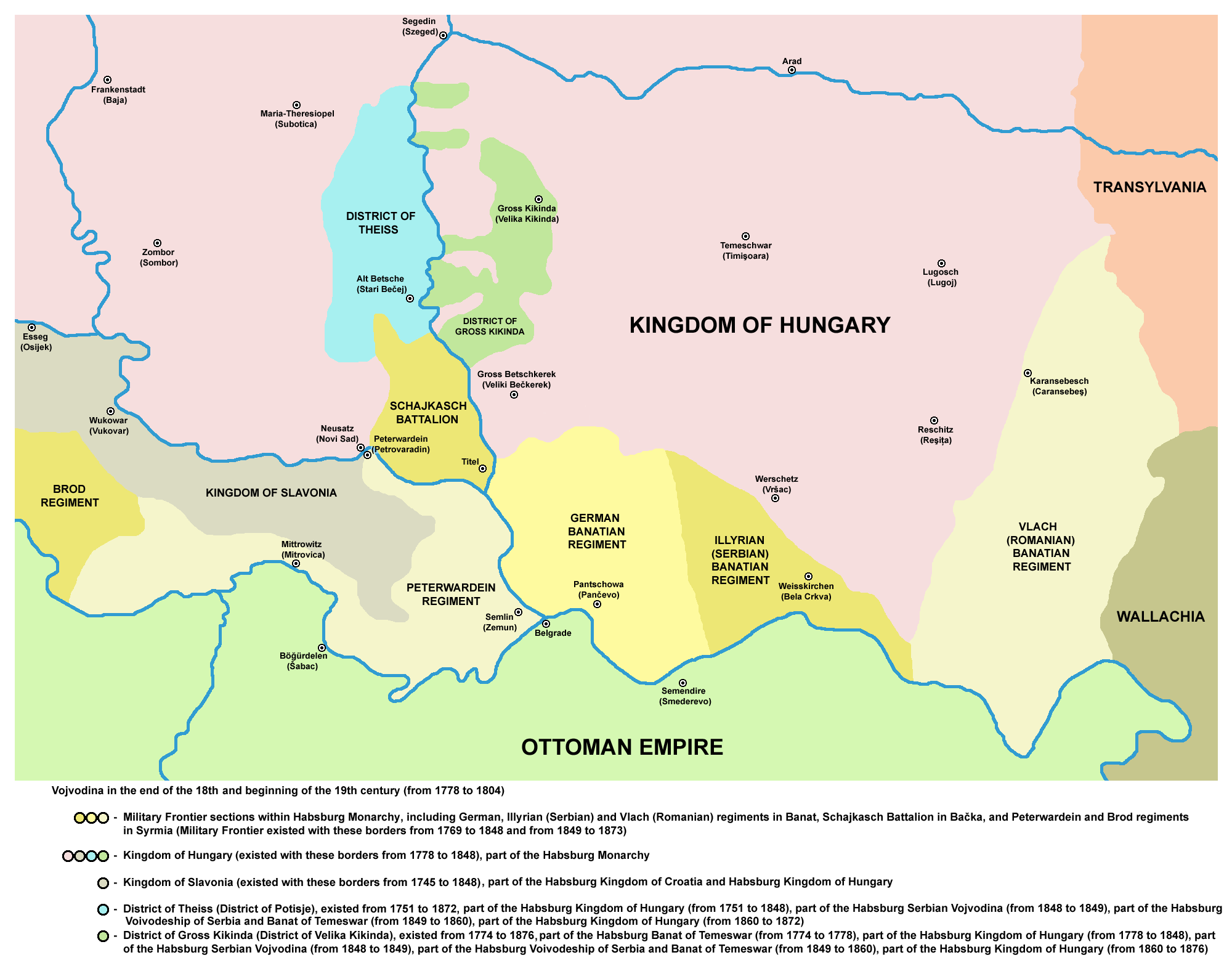
Districtul Potisje și Batalionul Schajkasch, secolele XVIII-XIX
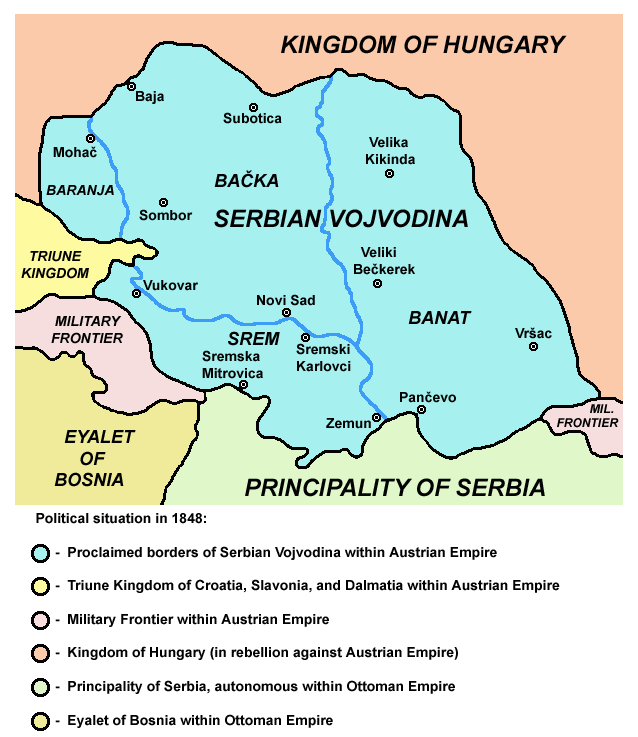
Bačka în interiorul granițelor proclamate ale Voievodatul Sârbesc în 1848
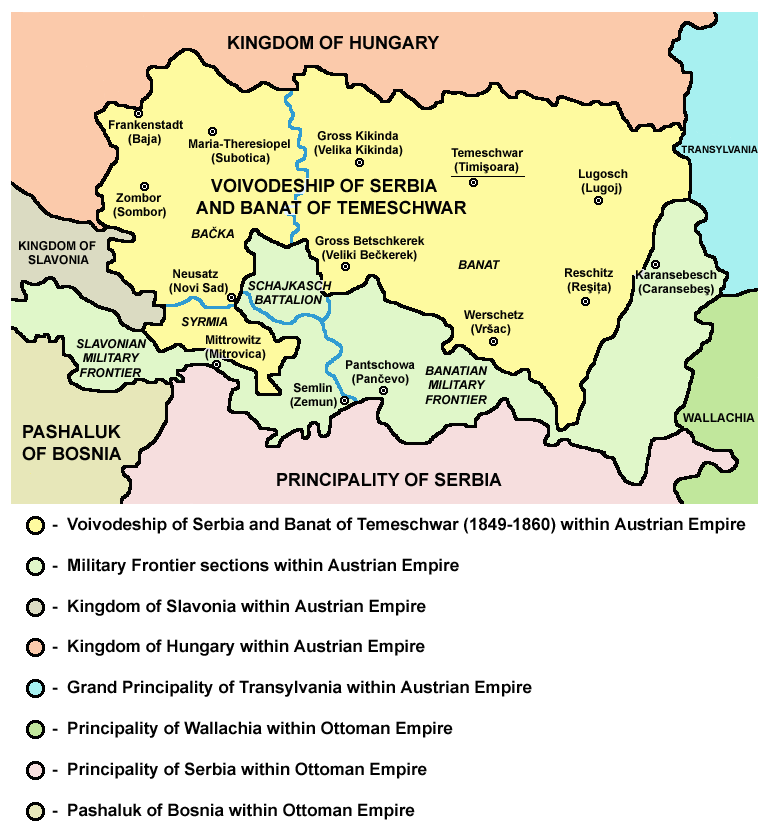
Voievodatul Serbiei și Banatului Temeschwar (1849-1860)
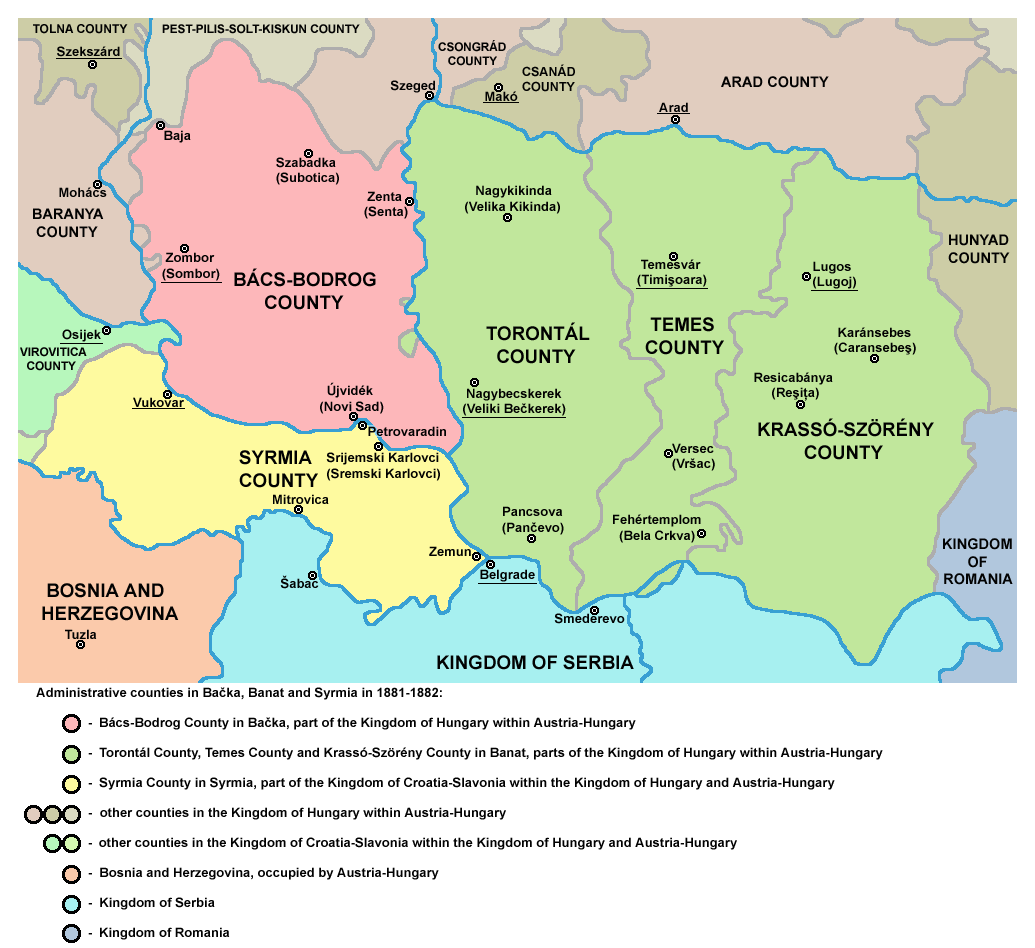
Banat, Bačka și Syrmia după 1881, cele cinci județe, care s-au format pe teritoriul fostului Voievodat al Serbiei și Banat Temeschwar
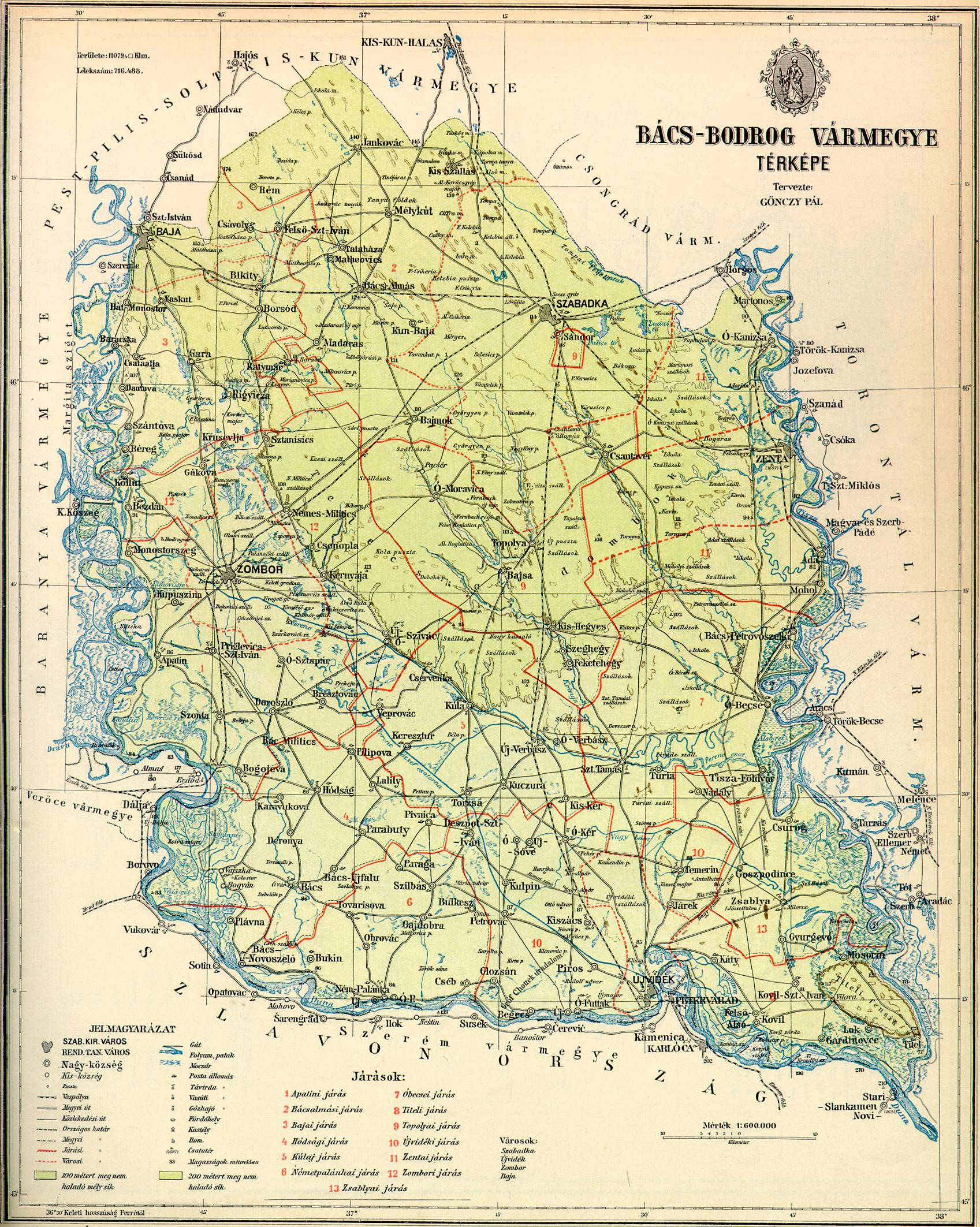
Harta detaliată a județului Bács-Bodrog
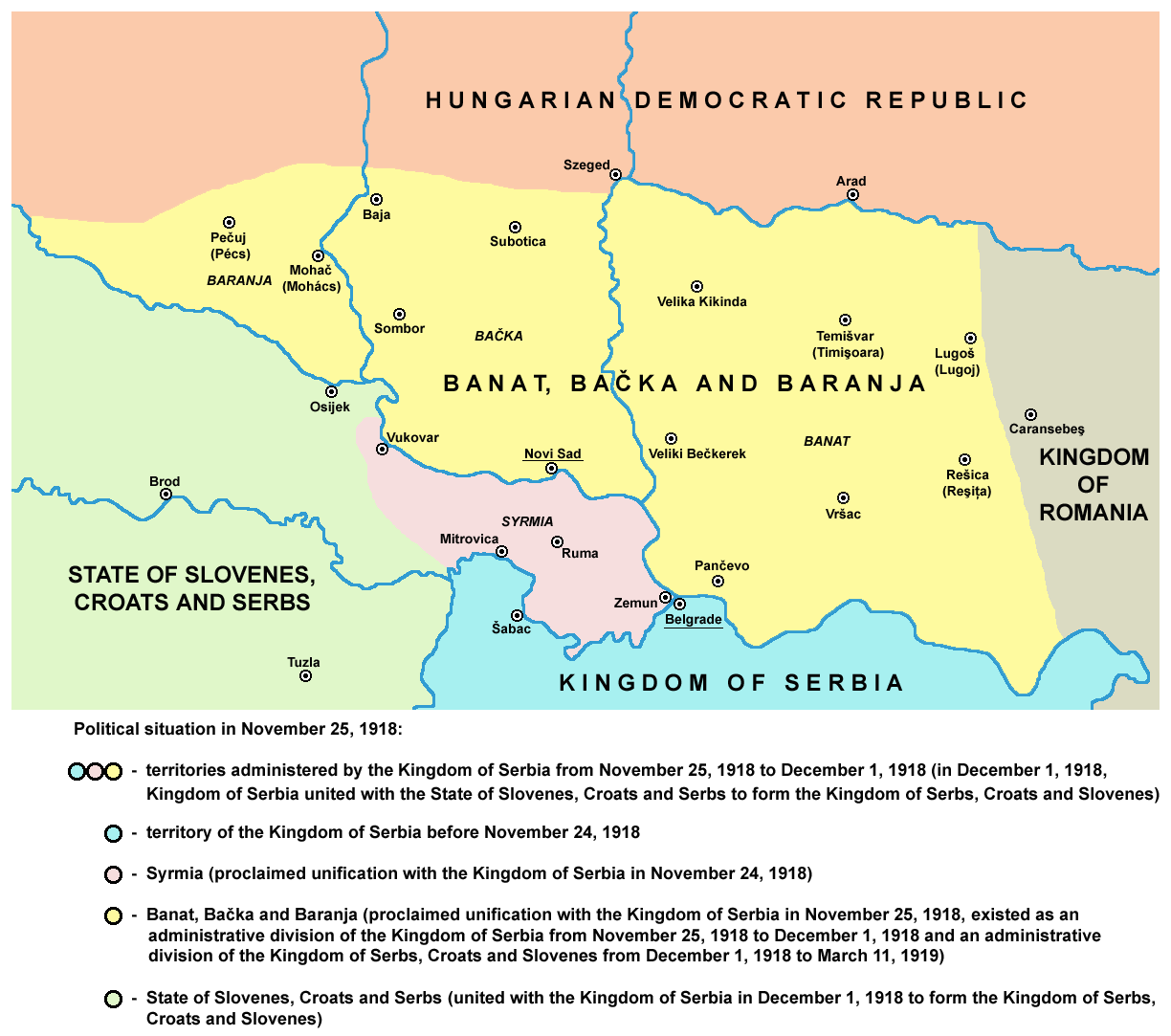
Banat, Bačka și Baranja în 1918

## Geografie

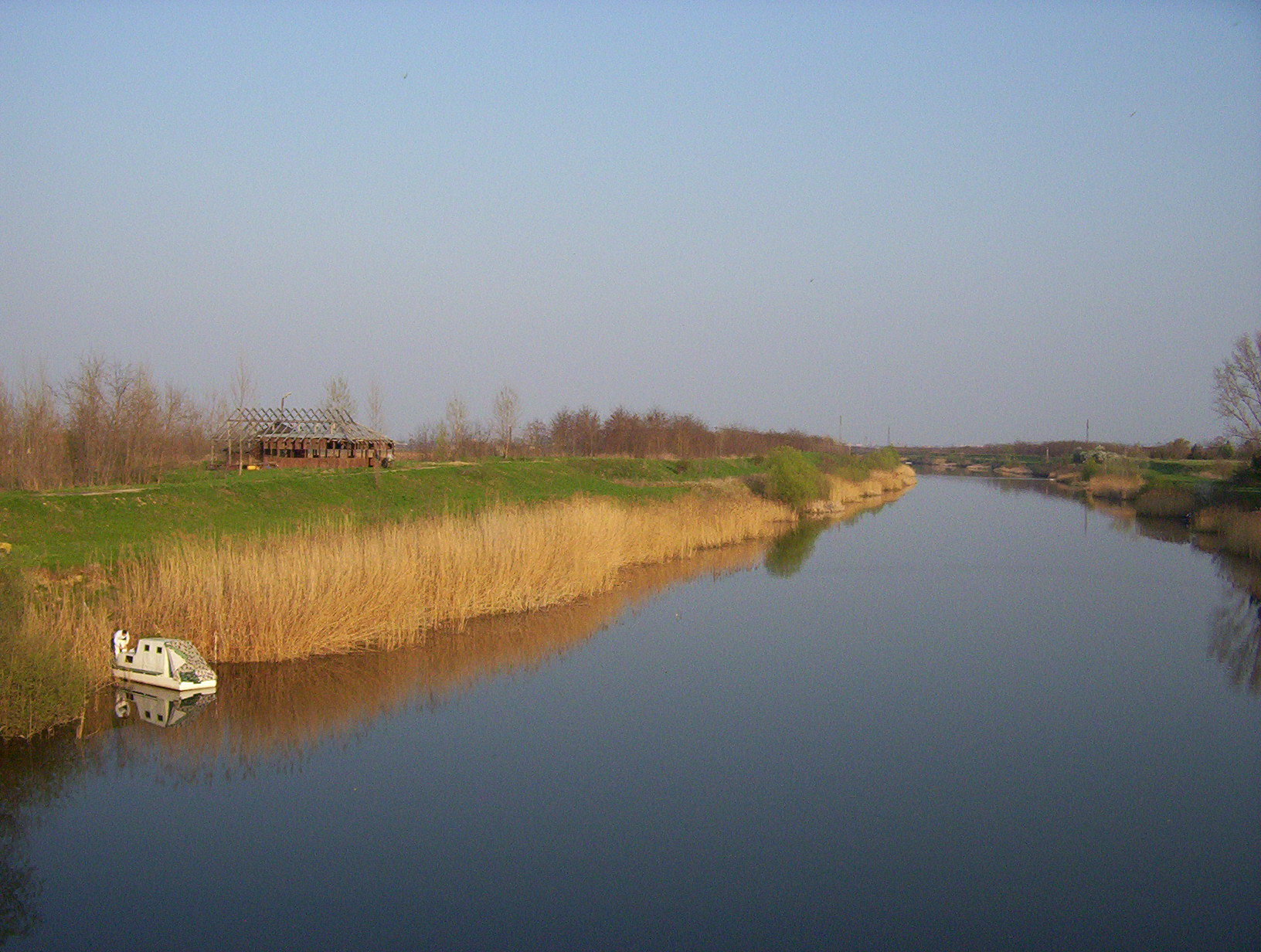
Micul Canal Bačka, parte a sistemului Canalul Dunăre–Tisa–Dunăre, lângă satul Rumenka în Regiunea Bačka de Sud

Bačka este o zonă agricolă plată și fertilă din Câmpia Panonică mai mare, care a fost cândva vechea Marea Panonică. În Ungaria, este văzută ca o prelungire sudică a Great Alfold (ea însăși parte a Câmpiei Panonice), în timp ce această denumire nu este folosită în Serbia, unde regiunea este pur și simplu văzută ca o parte a Câmpiei Panonice. Câmpia Panonică. Se află între râul Dunărea la vest și la sud și lângă râul Tisa (Tisa), la estul căruia confluența este situată lângă Titel în  Districtul Bačka de Sud al Serbiei. Regiunea este străbătută de părți ale sistemului Dunăre–Tisa–Dunăre Canal care servește o varietate de scopuri economice. Aproape toată Bačka este împărțită între Serbia și Ungaria. Cu toate acestea, există mici buzunare nelocuite ale zonei de pe malul stâng al Dunării care sunt părți de jure ale Croației conform Comisia Badinter; zonele în litigiu se află sub control sârb „de facto” din 1991.
Cea mai mare parte a teritoriului și marea majoritate a populației din Bačka fac parte din provincia autonomă a Serbiei Vojvodina. Această zonă din Serbia este împărțită oficial în districtele Bačka de Sud, Bačka de Vest și Bačka de Nord. Novi Sad, capitala Voivodinei, se află la granița dintre Bačka și Syrmia, pe ambele maluri ale fluviului Dunărea. În unele surse, partea sârbă a Bačka este denumită „Bačka centrală și de sud” (sârbă Средња и южна Бачка / Srednja i južna Bačka; maghiară  Bácska) sau pur și simplu Bačka de Sud (sârbă Јужна Бачка / ""Južna Bačka; Dél Bácska). Partea mai mică a regiunii din județul Bács-Kiskun din Ungaria este, de aceleași surse, descrisă drept „Bačka de Nord” (maghiară Észak-Bácska; sârbă Severna Bačka / Severna Bačka).

### Bačka sârbă
districtele Serbiei din Bačka sunt:
- Districtul Bačka de Vest
- Districtul Bačka de Nord
- Districtul Bačka de Sud

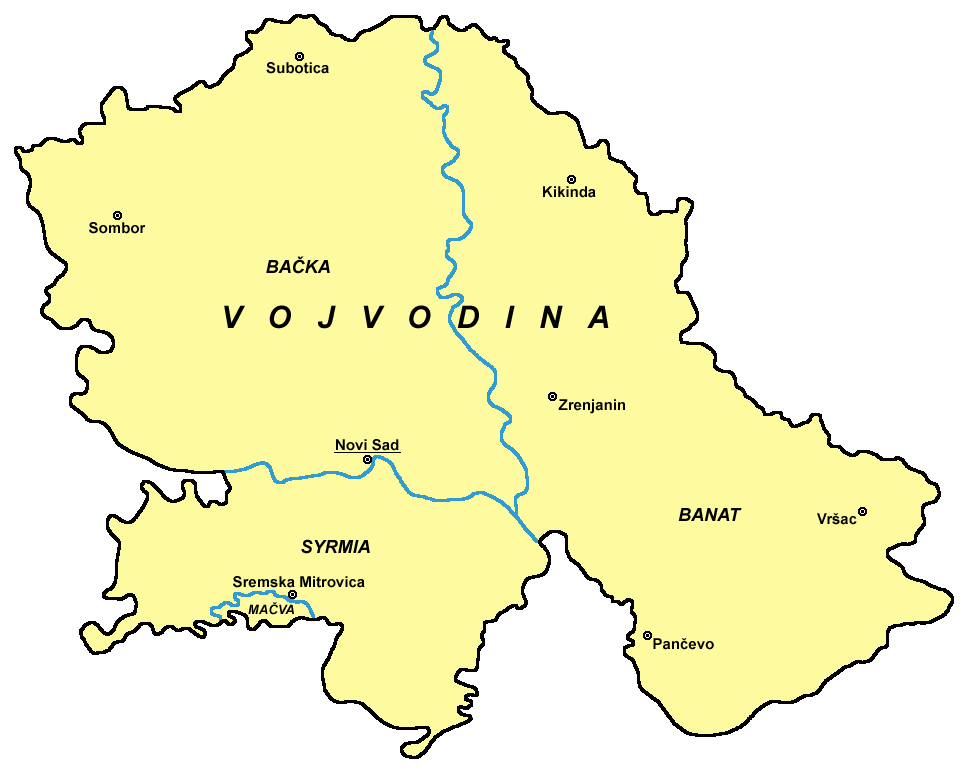
Regiunea Bačka din Vojvodina

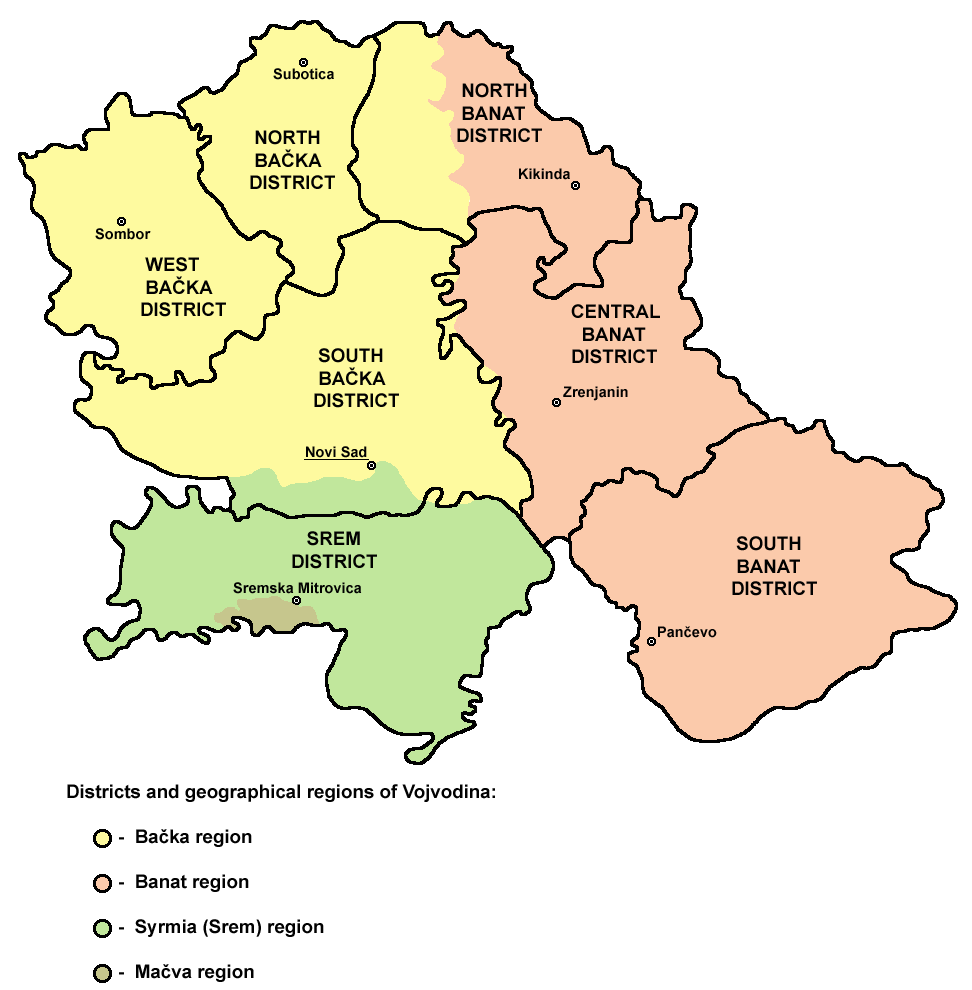
Districte din Vojvodina

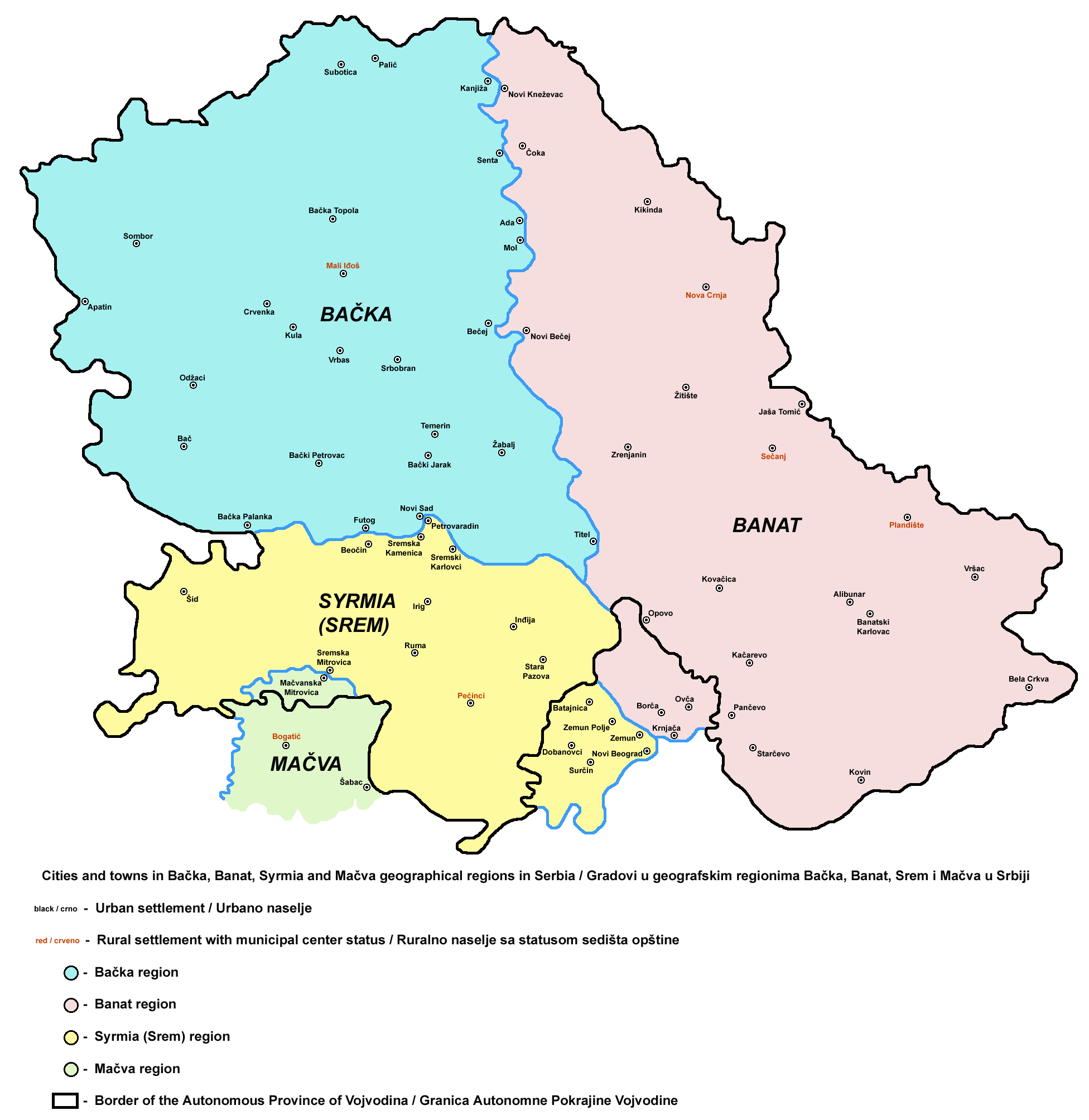
Hartă care arată orașele și orașele din partea sârbă a Bačka.

Rețineți că municipalitățile din Sremski Karlovci, Petrovaradin și Beočin și partea de sud a municipiului Bačka Palanka care aparțin districtului Bačka de Sud nu sunt situate geografic în Bačka, ci în Sirmia, în timp ce municipalitățile din Ada, Senta și Kanjiža care sunt situate geografic în Bačka fac parte din Districtul Banatului de Nord.
Subregiunile sau regiunile geografice sau tradiționale care se suprapun cu Bačka sârbească includ Gornji Breg, Podunavlje, Potisje, Šajkaška, Telečka  și Paorija.
Orașe, orașe și sate din partea sârbă a Bačka cu peste 10.000 de locuitori (cu populație de la recensământul din 2011):
- Novi Sad (250,439)
- Subotica (97,910)
- Sombor (47,623)
- Bačka Palanka (28,239)
- Vrbas (24,112)
- Bečej (23,895)
- Temerin (19,661)
- Senta (18,704)
- Futog (18,641)
- Kula (17,866)
- Veternik (17,454)
- Apatin (17,411)
- Bačka Topola (14,573)
- Srbobran (12,009)
- Kać (11,740)

Orașe și sate din partea sârbă a orașului Bačka cu populație între 5.000 și 10.000 de locuitori (cu numărul populației de la recensământul din 2011):
- Kanjiža (9,871)
- Ada (9,564)
- Žabalj (9,161)
- Crvenka (9,001)
- Odžaci (8,811)
- Čurug (8,166)
- Sivac (7,895)
- Palić (7,771)
- Bajmok (7,414)
- Čantavir (6,591)
- Rumenka (6,495)
- Bačko Petrovo Selo (6,350)
- Bački Petrovac (6,155)
- Mol (6,009)
- Horgoš (5,709)
- Bački Jarak (5,687)
- Kovilj (5,414)
- Bač (5,399)
- Titel (5,294)
- Bačko Gradište (5,110)
- Đurđevo (5,092)
- Kisač (5,091)
- Stara Moravica (5,051)
- Kljajićevo (5,045)

Notă: Senta, Kanjiža, Ada, Mol și Horgoš sunt situate geografic în Bačka, dar fac parte din Districtul Banatului de Nord.